# Drăgănești, Galați
Drăgănești là một xã thuộc hạt Galați, România. Dân số thời điểm năm 2002 là 5939 người.